# Itutinga
Itutinga é um município brasileiro no interior do estado de Minas Gerais, Região Sudeste do país. Localiza-se na Região Geográfica Imediata de Lavras e está situado a cerca de 260 km a sul da capital mineira. Ocupa uma área de 372,508 km², sendo que 0,3 km² estão em perímetro urbano, e sua população em 2018 era de 3 809 habitantes.
A sede tem uma temperatura média anual de 19,3 °C e na vegetação original do município predomina a Mata Atlântica. Com 70% da população vivendo na zona urbana, a cidade contava, em 2009, com dois estabelecimentos de saúde. O seu Índice de Desenvolvimento Humano (IDH) é de 0,727, classificado como alto em relação ao estado.
O povoamento do município teve início no final do século XVIII, com a vinda de bandeirantes que conquistaram o espaço dos indígenas à procura de ouro e outros metais preciosos. As terras férteis incentivaram a implantação da agricultura e, mais tarde, da pecuária. Em 1880 cria-se o distrito, que emancipou-se na década de 1950.
O principal atrativo do município é o conjunto formado pelas usinas hidrelétricas de Itutinga e de Camargos, que fornecem espaço à prática de esportes e passeios de barco, além das cachoeiras propícias a banhos e manifestações culturais, como o artesanato, o Carnaval de Itutinga e a Festa de Santo Antônio, padroeiro municipal.

## História
Até o século XVI, a região do atual município de Itutinga era ocupada predominantemente pelos índios puris. O desbravamento da área, no entanto, teve início no final do século XVIII, quando chegam ao local bandeirantes que invadiram e conquistaram o espaço dos indígenas à procura de ouro e outros metais preciosos. As terras férteis incentivaram a implantação da agricultura e, mais tarde, da pecuária, dando início ao povoamento. A construção da capelinha do lugar, em 1794, erguida sob a invocação de Santo Antônio, marca a fundação do Arraial de Santo Antônio da Ponte Nova.
Dado o desenvolvimento econômico e demográfico, pela lei provincial nº 2.702, de 30 de novembro de 1880, é criado o distrito de Santo Antônio da Ponte Nova, subordinado a Lavras. Pela lei estadual nº 860, de 9 de setembro de 1924, o distrito recebe o nome de Itutinga, termo de origem tupi que significa "cachoeira branca", através da junção dos termos ytu ("cachoeira") e ting ("branco"). Pelo decreto-lei estadual nº 1058, de 31 de dezembro de 1943, o distrito passa a pertencer ao município de Itumirim, mas veio a emancipar-se pela lei estadual nº 1039, de 12 de dezembro de 1953, instalando-se em 1º de janeiro de 1954.

## Geografia
A área do município, segundo o Instituto Brasileiro de Geografia e Estatística (IBGE), é de 372,018 km², sendo que 0,3682 km² constituem a zona urbana. Situa-se a 21°17'53," de latitude sul e 44°39'28" de longitude oeste e está a uma distância de 264 quilômetros a sul da capital mineira. Seus municípios limítrofes são Ibituruna, a norte; Itumirim, a leste; Ingaí, a sudoeste; Luminárias, a sul; Carrancas, a leste; e Nazareno, a nordeste.
De acordo com a divisão regional vigente desde 2017, instituída pelo IBGE, o município pertence às Regiões Geográficas Intermediária de Varginha e Imediata de Lavras. Até então, com a vigência das divisões em microrregiões e mesorregiões, fazia parte da microrregião de Lavras, que por sua vez estava incluída na mesorregião do Campo das Vertentes.

### Relevo, hidrografia e ecologia

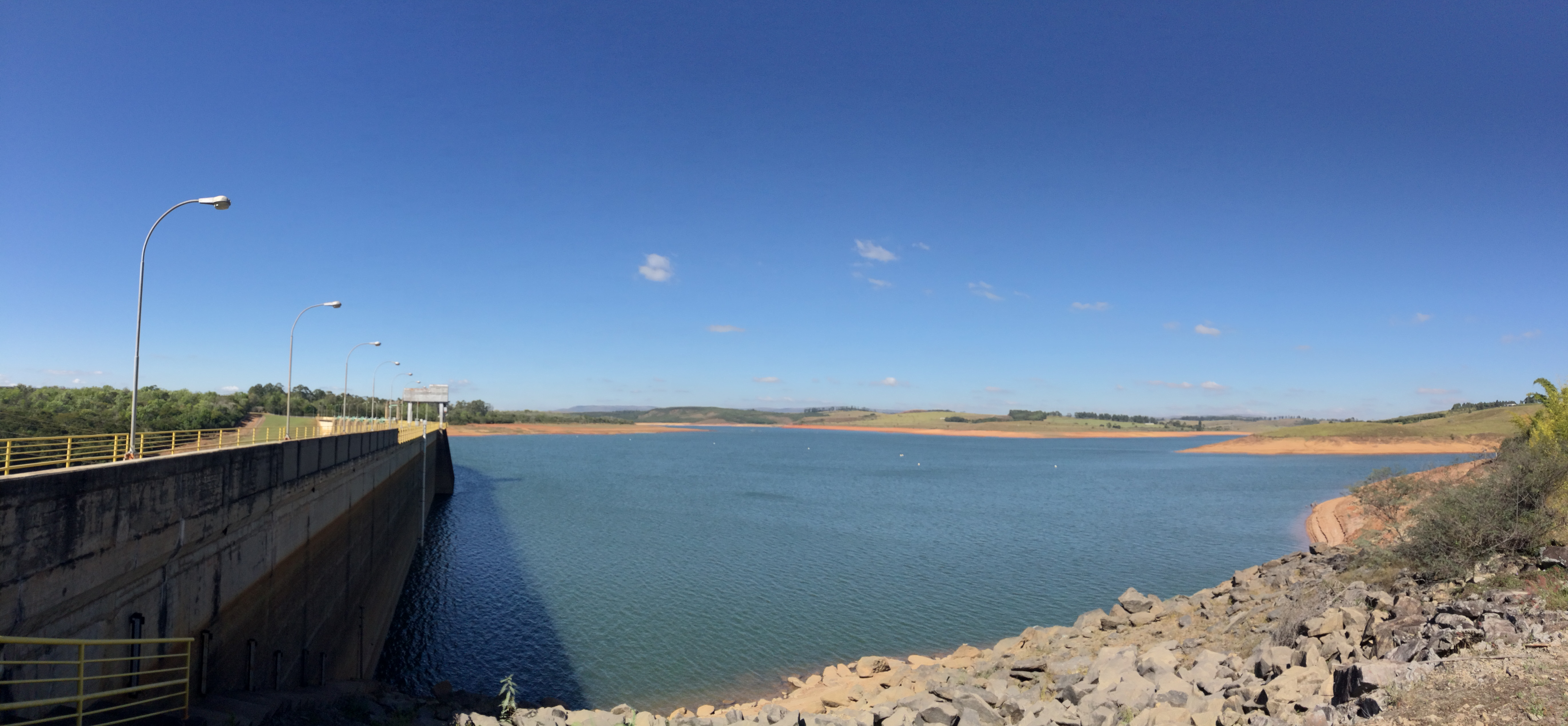
Rio Grande na Usina Hidrelétrica de Camargos em Itutinga

O relevo do município de Itutinga é predominantemente ondulado. Aproximadamente 40 % do território itutinguense é coberto por áreas onduladas, enquanto em cerca de 30 % há o predomínio de mares de morros em terrenos montanhosos e os 30 % restantes são lugares planos. A altitude máxima encontra-se na Serra de Carrancas, que chega aos 1 362 metros, enquanto que a altitude mínima está na foz do ribeirão do Macuco, com 910 metros. Já o ponto central da cidade está a 969,72 m. Na década de 1960 foi encontrado, a 2 quilômetros a noroeste da cidade, um meteorito, que pesa cerca de 5 quilos e foi doado ao setor de Mineralogia do Museu de Ciência e Tecnologia da Escola de Minas da Universidade Federal de Ouro Preto (UFOP).
O território é banhado por diversos mananciais, sendo os principais os rios Grande e Capivari e o ribeirão do Macuco, que fazem parte da bacia do rio Grande. Os desníveis dos rios Grande e Capivari proporcionaram a construção das usinas hidrelétricas de Itutinga e Camargos. A usina de Itutinga foi inaugurada em 1955 e tem capacidade de geração de 52 MW, enquanto que a de Camargos foi fundada em 1960 e gera 60 MW.
A vegetação predominante no município é a Mata Atlântica. O município conta com um  Conselho Municipal de Meio Ambiente, que foi criado em 2001 e tem caráter paritário, e há um Fundo Municipal de Meio Ambiente. Uma série de programas ambientais é realizada a fim de combater os impactos gerados pela presença das usinas hidrelétricas, tais como a criação da Estação Ambiental de Itutinga, com foco na manutenção da piscicultura nas margens dos rios.

### Clima
O clima itutinguense é caracterizado, segundo o IBGE, como tropical mesotérmico brando semiúmido (tipo Cwb segundo Köppen), tendo temperatura média anual de 19,3 °C com invernos secos e amenos e verões chuvosos e com temperaturas elevadas. Os mês mais quente, janeiro, tem temperatura média de 22,9 °C, sendo a média máxima de 28 °C e a mínima de 17,8 °C. E o mês mais frio, julho, de 16,9 °C, sendo 23,9 °C e 10 °C as médias máxima e mínima, respectivamente. Outono e primavera são estações de transição.
A precipitação média anual é de 1 433,3 mm, sendo julho o mês mais seco, quando ocorrem apenas 9,7 mm. Em dezembro, o mês mais chuvoso, a média fica em 292,3 mm. Nos últimos anos, entretanto, os dias quentes e secos durante o inverno têm sido cada vez mais frequentes, não raro ultrapassando a marca dos 30 °C, especialmente entre julho e setembro. Em julho de 2008, por exemplo, a precipitação de chuva em Itutinga não passou dos 0 mm. Durante a época das secas e em longos veranicos em pleno período chuvoso também são comuns registros de queimadas em morros e matagais, principalmente na zona rural da cidade, o que contribui com o desmatamento e com o lançamento de poluentes na atmosfera e por vezes afeta o abastecimento de energia elétrica, devido ao fogo atingir fiações que interligam as usinas hidrelétricas do município a outras cidades.
De acordo com a Eletrobras Furnas, com dados coletados de 1941 a 1965, o maior acumulado de chuva registrado em 24 horas em Itutinga foi de 182,2 mm no dia 13 de fevereiro de 1965. Outros grandes acumulados foram de 119 mm em 14 de fevereiro de 1947, 117,2 mm em 13 de abril de 1955 e 115,2 mm em 11 de fevereiro de 1954. Segundo o Instituto Nacional de Pesquisas Espaciais (INPE), Itutinga é o 442º colocado no ranking de ocorrências de descargas elétricas no estado de Minas Gerais, com uma média anual de 3,7271 raios por quilômetro quadrado.
| Dados climatológicos para Itutinga | Dados climatológicos para Itutinga | Dados climatológicos para Itutinga | Dados climatológicos para Itutinga | Dados climatológicos para Itutinga | Dados climatológicos para Itutinga | Dados climatológicos para Itutinga | Dados climatológicos para Itutinga | Dados climatológicos para Itutinga | Dados climatológicos para Itutinga | Dados climatológicos para Itutinga | Dados climatológicos para Itutinga | Dados climatológicos para Itutinga | Dados climatológicos para Itutinga |
| Mês                                | Jan                                | Fev                                | Mar                                | Abr                                | Mai                                | Jun                                | Jul                                | Ago                                | Set                                | Out                                | Nov                                | Dez                                | Ano                                |
| ---------------------------------- | ---------------------------------- | ---------------------------------- | ---------------------------------- | ---------------------------------- | ---------------------------------- | ---------------------------------- | ---------------------------------- | ---------------------------------- | ---------------------------------- | ---------------------------------- | ---------------------------------- | ---------------------------------- | ---------------------------------- |
| Temperatura máxima média (°C)      | 28                                 | 27,4                               | 27,4                               | 25,8                               | 24,9                               | 24                                 | 23,9                               | 25,8                               | 25,8                               | 27,3                               | 27,4                               | 27,4                               | 24,1                               |
| Temperatura mínima média (°C)      | 17,8                               | 17,9                               | 17,3                               | 15,2                               | 12,6                               | 10,7                               | 10                                 | 11,4                               | 13,4                               | 15,5                               | 16,6                               | 17,3                               | 14,6                               |
| Precipitação (mm)                  | 253,5                              | 201,5                              | 181,2                              | 61,8                               | 33,3                               | 19,8                               | 9,7                                | 14,8                               | 55,6                               | 130,1                              | 179,7                              | 292,3                              | 1 433,3                            |
| Fonte: Somar Meteorologia          |                                    |                                    |                                    |                                    |                                    |                                    |                                    |                                    |                                    |                                    |                                    |                                    |                                    |

### Circunscrição eclesiástica
A paróquia Santo Antônio pertence à Diocese de São João del-Rei.

## Demografia
Em 2010, a população do município foi contada pelo Instituto Brasileiro de Geografia e Estatística (IBGE) em 3 913 habitantes. Segundo o censo daquele ano, 1 995 habitantes eram homens e 1 918 habitantes mulheres. Ainda segundo o mesmo censo, 2 756 habitantes viviam na zona urbana e 1 157 na zona rural. Já segundo estatísticas divulgadas em 2018, a população municipal era de 3 809 habitantes.
Em 2010, segundo dados do censo do IBGE daquele ano, a população itutinguense era composta por 2 054 brancos (52,49%); 477 negros (12,19%); 24 amarelos (0,61%), 1 352 pardos (34,55%) e seis indígenas (0,15%). Considerando-se a região de nascimento, 23 eram nascidos na Região Nordeste (0,58%), 3 862 no Sudeste (98,70%), dez na Região Sul (0,25%) e doze no Centro-Oeste (0,29%). 3 776 habitantes eram naturais do estado de Minas Gerais (96,50%) e, desse total, 2 638 eram nascidos em Itutinga (67,14%). Entre os 137 naturais de outras unidades da federação, São Paulo era o estado com maior presença, com 53 pessoas (1,36%), seguido pelo Rio de Janeiro, com 30 residentes (0,77%), e por Pernambuco, com 17 habitantes residentes no município (0,43%).
O Índice de Desenvolvimento Humano Municipal (IDH-M) de Itutinga é considerado médio pelo Programa das Nações Unidas para o Desenvolvimento (PNUD), sendo que seu valor é de 0,727 (o 1107º maior do Brasil). A cidade possui a maioria dos indicadores próximos à média nacional segundo o PNUD. Considerando-se apenas o índice de educação o valor é de 0,622, o valor do índice de longevidade é de 0,878 e o de renda é de 0,703. Segundo o IBGE, no ano de 2003 o coeficiente de Gini, que mede a desigualdade social, era de 0,38, sendo que 1,00 é o pior número e 0,00 é o melhor. Naquele ano, a incidência da pobreza, medida pelo IBGE, era de 37,55%, o limite inferior da incidência de pobreza era de 27,83%, o superior era de 47,27% e a incidência da pobreza subjetiva era de 35,93%.
De acordo com dados do censo de 2010 realizado pelo IBGE, a população de Itutinga está composta por: 3 438 católicos (87,87%), 313 evangélicos (8,0%), 82 pessoas sem religião (2,10%), 59 espíritas (1,50%) e 0,53% estão divididas entre outras denominações religiosas.

## Política e administração
A administração municipal se dá pelos Poderes Executivo e Legislativo. O Executivo é exercido pelo prefeito, auxiliado pelo seu gabinete de secretários. O Poder Legislativo, por sua vez, é constituído pela câmara municipal, composta por nove vereadores. Cabe à casa elaborar e votar leis fundamentais à administração e ao Executivo, especialmente o orçamento participativo (Lei de Diretrizes Orçamentárias).
Em complementação ao processo Legislativo e ao trabalho das secretarias, existem também conselhos municipais em atividade, entre os quais dos direitos da criança e do adolescente (criado em 2006) e tutelar (1999). Itutinga se rege por sua lei orgânica, que foi promulgada em 30 de agosto de 1990, e é termo da Comarca de Itumirim, do Poder Judiciário estadual, de primeira entrância. O município possuía, em outubro de 2013, 3 584 eleitores, de acordo com o Tribunal Superior Eleitoral (TSE), o que representa 0,024% do eleitorado mineiro.

## Economia
O Produto Interno Bruto (PIB) de Itutinga é um dos maiores de sua região, destacando-se no setor industrial e na área de prestação de serviços. De acordo com dados do IBGE, relativos a 2010, o PIB do município era de R$ 57 947 mil. 1 228 mil eram de impostos sobre produtos líquidos de subsídios a preços correntes. O PIB per capita é de R$ 14 808,72. Em 2011, havia 702 trabalhadores categorizados como pessoal ocupado total e 548 se enquadravam como ocupado assalariado. Salários juntamente com outras remunerações somavam 5 384 mil reais e o salário médio mensal de todo município era de 1,5 salários mínimos. Havia 84 unidades locais e 83 empresas atuantes.
Setor primário
| Produção de milho, cana-de-açúcar e mandioca (2012) | Produção de milho, cana-de-açúcar e mandioca (2012) | Produção de milho, cana-de-açúcar e mandioca (2012) |
| --------------------------------------------------- | --------------------------------------------------- | --------------------------------------------------- |
| Produto                                             | Área colhida (hectares)                             | Produção (tonelada)                                 |
| Milho                                               | 1 200                                               | 7 200                                               |
| Cana-de-açúcar                                      | 20                                                  | 1 400                                               |
| Feijão                                              | 400                                                 | 480                                                 |

A agricultura é o segundo setor menos relevante na economia de Itutinga. Em 2010, de todo o PIB da cidade, 16 281 mil reais era o valor adicionado bruto da agropecuária. Segundo o IBGE, em 2012 o município possuía um rebanho de 16 777 bovinos, 325 equinos, 50 muares, 1 320 suínos e 10 360 aves, entre estas 4 010 galinhas e 6 350 galos, frangos e pintinhos. Neste mesmo ano, a cidade produziu 15 109 mil litros de leite de 13 598 vacas, 41 mil dúzias de ovos de galinha e 460 quilos de mel de abelha.
Na lavoura temporária são produzidos principalmente o milho (7 200 toneladas produzidas e 1 200 hectares cultivados), a cana-de-açúcar (1 400 toneladas e 20 hectares) e o feijão (480 toneladas e 400 hectares), além do arroz e da mandioca. Já na lavoura permanente destacam-se o café (122 toneladas produzidas e 120 hectares cultivados), a banana (50 toneladas produzidas e 10 hectares cultivados) e a laranja (92 toneladas e 8 hectares).
Setores secundário e terciário
A indústria, em 2010, era o setor mais relevante para a economia do município. 20 868 mil reais do PIB municipal eram do valor adicionado bruto da indústria (setor secundário). A produção industrial é resumida à fabricação de produtos alimentícios, baseada na agricultura, fruticultura e nos minilatifúndios leiteiros, e à extração mineral. Segundo o Departamento Nacional de Produção Mineral (DNPM), as principais reservas minerais do município são de areia e quartzo e de acordo com estatísticas do ano de 2000, 308 pessoas estavam ocupadas no setor industrial. O comércio também releva-se, sendo que em 2000, 254 pessoas estavam ocupadas no setor comercial e 812 dedicavam-se à prestação de serviços e em 2010 19 569 mil reais do PIB municipal eram do valor adicionado bruto do setor terciário.

## Infraestrutura

### Habitação e serviços básicos

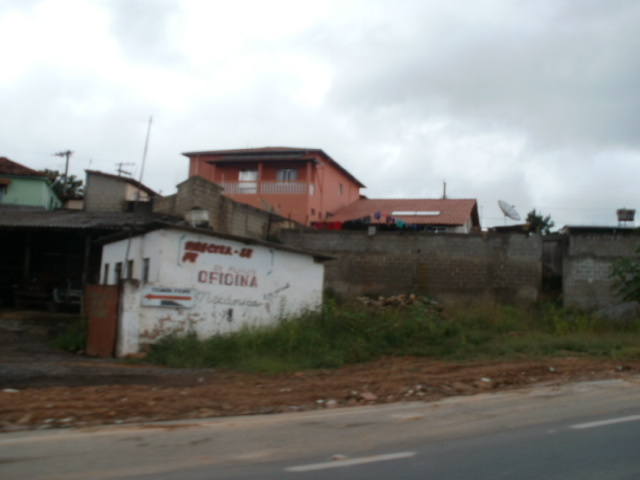
Aspecto de residências em Itutinga

No ano de 2010 a cidade tinha 1 311 domicílios particulares permanentes. Desse total, 1 300 eram casas e onze eram habitações em casas de vila ou em condomínios. Do total de domicílios, 1 022 são imóveis próprios (969 já quitados e 53 em aquisição), 124 foram alugados, 159 foram cedidos (80 cedidos por empregador e 79 cedidos de outra forma) e seis foram ocupados de outra maneira. Parte dessas residências conta com água tratada, energia elétrica, esgoto, limpeza urbana, telefonia fixa e telefonia celular. 949 domicílios eram atendidos pela rede geral de abastecimento de água (72,38% do total); 1 284 (97,94%) possuíam banheiros para uso exclusivo das residências; 1 010 (77,04% deles) eram atendidos por algum tipo de serviço de coleta de lixo; e 1 302 (99,31%) possuíam abastecimento de energia elétrica.
A responsável pelo serviço de abastecimento de energia elétrica é a Companhia Energética de Minas Gerais (Cemig). Segundo a empresa, em 2003 havia 1 497 consumidores e foram consumidos 3 579 210 KWh de energia. Situam-se no município as usinas hidrelétricas de Itutinga e Camargos, que foram construídas na década de 1960 e geram, respectivamente, 52 e 60 MW. No entanto, a primeira fonte de geração de energia em Itutinga foi a chamada Distribuidora de Energia Ribeirão da Chácara, que funcionou de 1936 a 1953. Já o serviço de abastecimento de água e coleta de esgoto da cidade é feito pela própria prefeitura, sendo que em 2008, havia 1 340 unidades consumidoras e eram distribuídos em média 484 m³ de água tratada por dia. O código de área (DDD) de Itutinga é 035 e o Código de Endereçamento Postal (CEP) vai de 36390-000 a 36399-999. No dia 12 de janeiro de 2009 o município passou a ser servido pela portabilidade, juntamente com outros municípios com o mesmo DDD. A portabilidade é um serviço que possibilita a troca da operadora sem a necessidade de se trocar o número do aparelho.
A criminalidade ainda é um problema presente em Itutinga. Entre 2006 e 2008, as taxas de homicídios e suicídios foram nulas no município, no entanto foi registrado um óbito por acidente de transito (em 2008). Órgãos como o Conselho Comunitário de Segurança Pública (CONSEP) atuam em associação à Polícia Militar visando à redução desses empecilhos.

### Saúde e educação
Em 2009, o município possuía quatro estabelecimentos de saúde entre hospitais, pronto-socorros, postos de saúde e serviços odontológicos, sendo três deles públicos e pertencentes à rede municipal e um privado. Do total de estabelecimentos, todos eram integrantes do Sistema Único de Saúde (SUS). Em 2012, 99,5% das crianças menores de 1 ano de idade estavam com a carteira de vacinação em dia. Em 2011, foram registrados 42 nascidos vivos, sendo que o índice de mortalidade infantil (óbitos de crianças menores de cinco anos de idade a cada mil nascidos) foi nulo. Também em 2011, 11,9% do total de mulheres grávidas eram de meninas que tinham menos de 20 anos. 783 crianças foram pesadas pelo Programa Saúde da Família em 2012, sendo que 0,8% do total estavam desnutridas.
Na área da educação, o Índice de Desenvolvimento da Educação Básica (IDEB) médio entre as escolas públicas de Itutinga era, no ano de 2011, de 5,8 (numa escala de avaliação que vai de nota 1 a 10), sendo que a nota obtida por alunos do 5º ano (antiga 4ª série) foi de 6,3 e do 9º ano (antiga 8ª série) foi de 5,4; o valor das escolas públicas de todo o Brasil era de 4,3. O município contava, em 2012, com aproximadamente 894 matrículas nas instituições de ensino da cidade. Segundo o IBGE, neste mesmo ano, das três escolas do ensino fundamental, duas pertenciam à rede pública municipal e uma à rede pública estadual. A escola que oferecia ensino médio pertence à rede pública estadual.
Em 2010, de acordo com dados da amostra do censo demográfico, da população total, 957 habitantes frequentavam creches e/ou escolas. Desse total, 34 frequentavam creches, três estavam no ensino pré-escolar, dez na classe de alfabetização, seis na alfabetização de jovens e adultos, 517 no ensino fundamental, 157 no ensino médio, 22 na educação de jovens e adultos do ensino fundamental, 37 na educação de jovens e adultos do ensino médio, 19 na especialização de nível superior e 38 em cursos superiores de graduação. 2 956 pessoas não frequentavam unidades escolares, sendo que 333 nunca haviam frequentado e 2 623 haviam frequentado alguma vez. No mesmo ano, 11,3% das crianças com faixa etária entre sete e quatorze anos não estavam cursando o ensino fundamental. A taxa de conclusão, entre jovens de 15 a 17 anos, era de 61,4% e o percentual de alfabetização de jovens e adolescentes entre 15 e 24 anos era de 98,8%. A distorção idade-série entre alunos do ensino fundamental, ou seja, com com idade superior à recomendada, era de 4,6% para os anos iniciais e 27,8% nos anos finais e, no ensino médio, a defasagem chegava a 43,0%.
| Ensino pré-escolar | 80  | 5  | 2 |
| Ensino fundamental | 536 | 37 | 3 |
| Ensino médio       | 179 | 14 | 1 |

### Transportes
A frota municipal no ano de 2012 era de 1 171 veículos, sendo 704 automóveis, 63 caminhões, um caminhão-trator, 98 caminhonetes, 15 caminhonetas, 25 micro-ônibus, 217 motocicletas, 13 motonetas, dois ônibus, quatro utilitário e 29 classificados como outros tipos de veículos. A cidade conta com um terminal rodoviário, que mantém linhas que ligam Itutinga a cidades de seu entorno — como Lavras, Barbacena e São João del-Rei, através das empresas locais Gardênia, Útil, Vale do Ouro, Paraibuna e São Cristóvão —, a Belo Horizonte, à cidade de São Paulo e ao Rio de Janeiro.
As rodovias que cortam o município são a BR-381, que começa em São Mateus, no litoral do Espírito Santo, corta a região do Vale do Rio Doce, Região Metropolitana de Belo Horizonte e sul de Minas e termina na cidade de São Paulo, sendo assim a principal ligação à capital mineira e ao estado paulista; e a BR-265, que começa em Muriaé, na Zona da Mata Mineira, passa por São João del-Rei e termina em São José do Rio Preto, norte de São Paulo.
A principal ferrovia que atravessa o município é a Ferrovia do Aço da antiga Rede Ferroviária Federal (RFFSA), que a liga à cidade de Itabirito e ao município de Volta Redonda, no Rio de Janeiro. A ferrovia, no entanto, é especializada no transporte de minérios aos portos fluminenses e as sedes da Companhia Siderúrgica Nacional, no Vale do Paraíba fluminense, desde sua inauguração em 1989, tendo nunca operado o transporte de passageiros na região. Desde 1997, se encontra concedida à MRS Logística. 

## Cultura

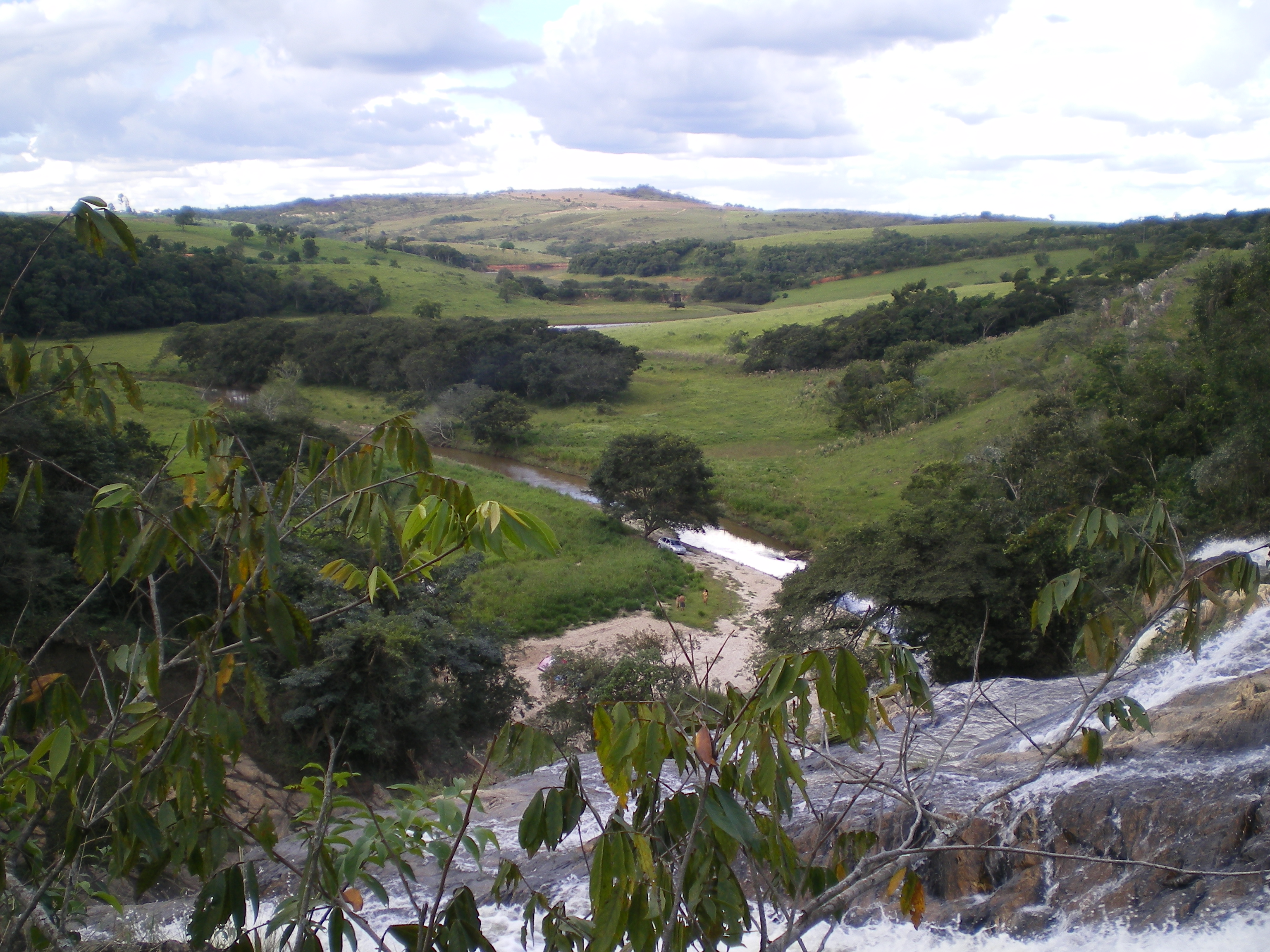
Topo da Cachoeira do Raulino, na zona rural de Itutinga.

### Manifestações culturais e instituições
Itutinga conta com um conselho de cultura, criado em 2002 e de caráter consultivo, um conselho de preservação do patrimônio, que é paritário, também foi criado em 2002 e tem caráter deliberativo, e legislação municipal de proteção ao patrimônio cultural material e imaterial. Dentre os espaços culturais, destaca-se a existência de uma biblioteca mantida pelo poder público municipal, estádios ou ginásios poliesportivos e centros culturais, segundo o IBGE em 2005 e 2012. Também há existência de grupos artísticos de dança, desenho e pintura e coral, de acordo com o IBGE em 2012.
O artesanato é uma das formas mais espontâneas da expressão cultural itutinguense, sendo que, segundo o IBGE, as principais atividades artesanais desenvolvidas em Itutinga são o bordado, trabalhos e atividades com pedras preciosas e tapeçaria. Dentre os eventos, destacam-se o Carnaval de Itutinga, com shows com bandas regionais, sendo um dos maiores da região; a Festa de Santo Antônio, celebrada na semana de seu dia, 13 de junho, com shows musicais, barracas com comidas típicas, novenas e missas em homenagem ao padroeiro do município; as festas juninas, entre junho e julho, que são realizadas anualmente e contam com shows com bandas locais, barracas com comidas típicas e apresentações de quadrilha e integram-se às comemorações do orago, e as comemorações do aniversário da cidade, que é celebrado juntamente ao réveillon, em 1º de janeiro. Ao longo do ano, também há a organização da Festa do Maracujá, do Torneio Leiteiro, da Festa do Jacarandá e da Exposição Agropecuária.

### Atrativos
O principal atrativo de Itutinga é o conjunto formado pelas usinas hidrelétricas de Itutinga e de Camargos, sendo que em alguns trechos dos rios o nível das águas permite a prática da canoagem e passeios de barco. Ao redor dos cursos hidrográficos há uma considerável presença de fazendas e povoados e na zona rural há presença de cachoeiras, muitas propícias a banhos, sendo as mais conhecidas e frequentadas a Cachoeira do Raulino e a Cachoeira das Andorinhas.

### Feriados
Em Itutinga há dois feriados municipais e oito feriados nacionais, além dos pontos facultativos. Os feriados municipais são o dia do aniversário da cidade, comemorado em 1º de janeiro, e o dia de Corpus Christi, celebrado em maio ou junho. De acordo com a lei federal nº 9.093, aprovada em 12 de setembro de 1995, os municípios podem ter no máximo quatro feriados municipais com âmbito religioso, já incluída a Sexta-Feira Santa.